# Pierre Vabre
Œuvres principales
Le Petit Homme
Pierre Vabre, né le 25 septembre 1972 à Nîmes, est un écrivain français.
Il a reçu le prix littéraire du Voyage extraordinaire GÉO en 2011 pour son premier roman Le Petit Homme. Pour ce même roman il reçoit le Prix Spécial du Jury au salon du Livre de Toulouse « Les Gourmets des Lettres » en 2012 ainsi que le Prix de la Ville de Saint-Lys.

## Biographie
Professeur des écoles, Pierre Vabre est originaire de Nîmes. Il a vécu sept ans en Guyane française avant de rejoindre le Castillonnais en Ariège où il vit avec sa compagne et ses trois enfants. L'idée du Petit Homme est venue après un voyage de cinq mois en famille en Asie du sud-est lors de l'année 2007.

## Distinctions
- Prix littéraire du Voyage extraordinaire GÉO en 2011 pour Le Petit Homme[2]
- Prix Spécial du Jury de Toulouse en 2012 pour Le Petit Homme[3]
- Prix de la Ville de Saint-Lys en 2012 pour Le Petit Homme[4]